# Mustafa Amini
Mustafa Amini (Sydney, 20 april 1993) is een Australisch voetballer die bij voorkeur als aanvallende middenvelder speelt. Hij verruilde in 2011 Central Coast Mariners voor Borussia Dortmund. Hij is ook in bezit van een Afghaans paspoort.

## Clubcarrière
Amini maakte zijn profdebuut bij Central Coast Mariners in de Australische voetbalcompetitie. Borussia Dortmund legde Amini in 2011 vast, maar leende hem nog een jaar uit aan de Australische club. In twee seizoenen speelde Amini 41 wedstrijden voor Central Coast Mariners, waarin hij driemaal tot scoren kwam.
Op 11 juli 2012 speelde Amini zijn eerste wedstrijd in het shirt van Borussia Dortmund. In de vriendschappelijke wedstrijd tegen SV Meppen scoorde hij de 2-1 in de 63e minuut.

## Interlandcarrière
Amini kwam uit voor Australië -17, Australië -20 en Australië -23. Op 23 maart 2011 maakte Amini indruk als testspeler bij Borussia Dortmund. Op dat moment was het Australisch nationaal elftal op trainingskamp in Duitsland. Bondscoach Holger Osieck stuurde Amini prompt een uitnodiging om deel te nemen aan het trainingskamp.

## Persoonlijk
Amini werd geboren in Sydney. Zijn vader is Afghaans en zijn moeder is afkomstig uit Nicaragua.